# 李錦 (成化進士)
李錦（1433年—？），字尚絅，陝西西安府涇陽縣人，明朝政治人物。進士出身。

## 生平
陝西鄉試第四名。成化二年（1466年）丙戌科會試第五十四名，殿試登進士第二甲第四十三名。

## 家族
曾祖李清甫。祖父李秉中。父亲李思繹。